# La Caricature

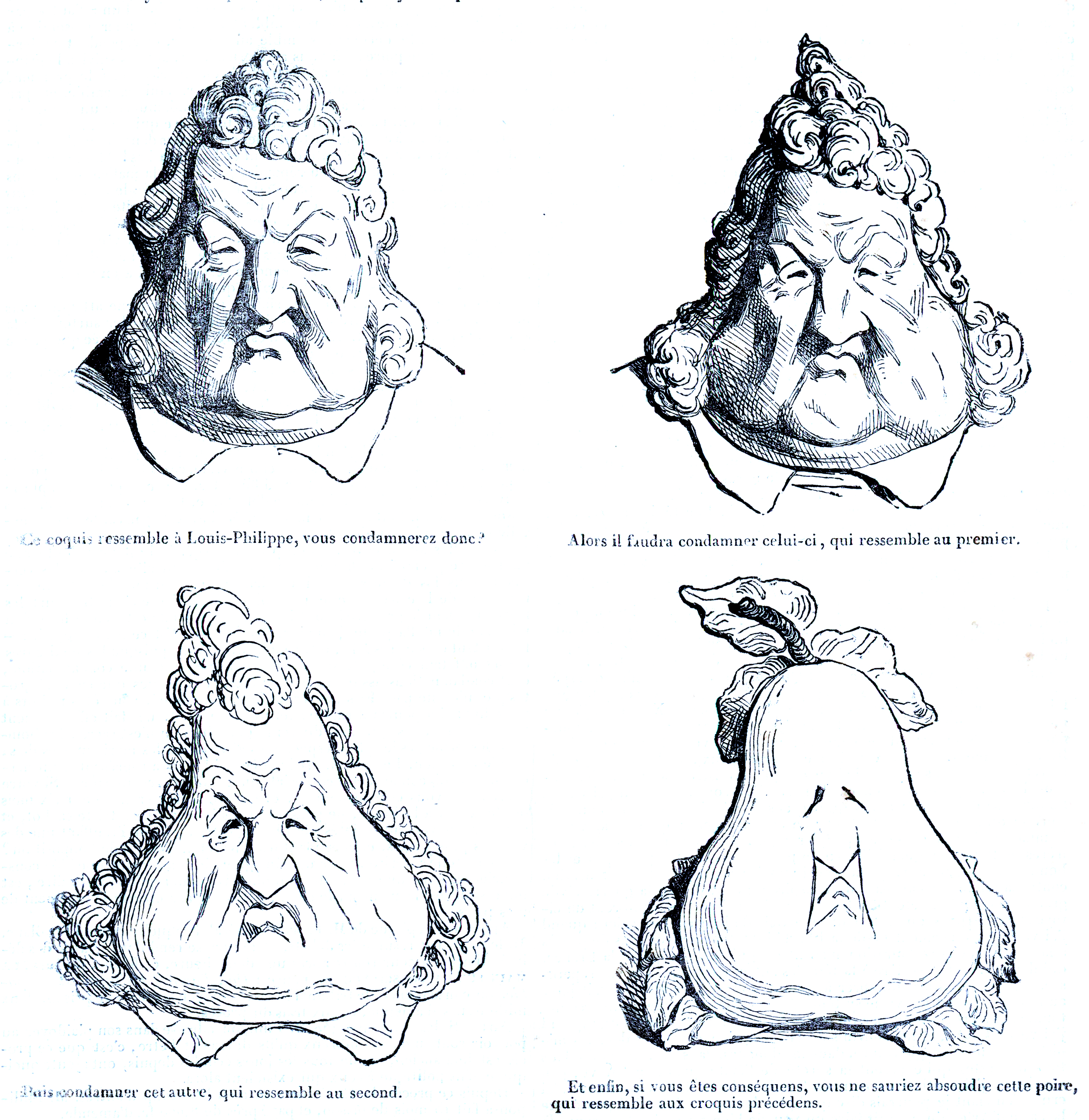
Słynna karykatura króla Ludwika Filipa autorstwa Honoré'a Daumiera opublikowana w wydaniu z 1831 roku

La Caricature – francuski satyryczny, ilustrowany tygodnik polityczny, dystrybuowany w Paryżu w latach 1830–1843 w okresie monarchii lipcowej. Pismo wielokrotnie atakowało króla Ludwika Filipa. Z niego pochodzi słynna karykatura przedstawiająca króla jako gruszkę.
"La Caricature morale, politique et littéraire" był wydawany w latach 1830–1843. Redaktorem był Auguste Audibert, a jego głównym autorem  był Charles Philipon. Artykuły publikowali na łamach pisma tacy autorzy jak Honoré de Balzac i Louis Desnoyers. Głównymi artystami  tworzącymi ilustracje byli Honoré Daumier i Jean Ignace Isidore Gérard. Czasopismo zostało założone po tym, jak prawa cenzury zostały złagodzone. Miało to miejsce po rewolucji lipcowej 1830 roku, w wyniku której do władzy doszedł Ludwik Filip. Tematyka pisma obejmowała zarówno politykę, jak i sztukę. Każdy egzemplarz składał się z czterech stron, z dwoma lub trzema litografiami.
Kiedy pismo zaczęło atakować króla Ludwika Filipa, zwiększyło to jego popularność, ale spowodowało też represje ze strony władz.

## Twórcy

### Ilustratorzy
- Victor Adam
- Hippolyte Bellangé
- Nicolas Toussaint Charlet
- Honoré Daumier
- Jules David
- Alexandre-Gabriel Decamps
- Auguste Desperret (or Desperet)
- Achille Devéria
- Eugène Forest
- Paul Gavarni
- Jean Ignace Isidore Gérard
- Henry Monnier
- Charles Philipon
- Clément Pruche
- Auguste Raffet
- Benjamin Roubaud
- Charles-Joseph Traviès de Villers

### Autorzy artykułów
- Agénor Altaroche
- Auguste Audibert
- Honoré de Balzac
- Louis Desnoyers
- Emmanuel Gonzalez
- Louis Adrien Huart
- Charles Philipon